# Ivana od Bara, grofica Surreya
Ivana od Bara (eng. Joan; ? — 31. kolovoza 1361.) bila je grofica Surreya, kći engleske kraljevne Eleonore, kćeri Edvarda I. Ivanin je otac bio grof Henrik III. od Bara.
25. svibnja 1306. godine Ivana se udala za Ivana de Warennea, 7. grofa Surreya, a imala je samo 10 ili 11 godina. Grof ju nije volio i htio je rastavu, ali do toga nikad nije došlo.
Ivana je bila bliska sa svojom ujnom Izabelom Francuskom, čiji je otac bio senior Ivaninog oca. 
Ivan i Ivana nisu imali djece. 1314. umro je otac Izabele, a Ivan je pokušao poništiti brak tvrdeći da će oženiti svoju ljubavnicu jer mu je rodila djecu.
1345. Ivanu je pozvao Filip VI., kralj Francuske, davši joj kao zadatak upravu grofovijom Bar. Međutim, ona se vratila u Englesku 1353. i navodno je postala ljubavnicom Filipova sina Ivana II., koji je u Londonu bio zarobljen. Ivana je tamo i umrla.